# Vlag van Zürich (Zwitserland)

Vlag van Zürich

De vlag van Zürich kwam in zijn huidige vorm op zijn laatst al in 1220 in gebruik. Het is de vlag van zowel de stad Zürich als het gelijknamige kanton in Zwitserland. De vlag toont twee driehoeken, linksonder een blauwe en rechtsboven een witte driehoek. De blauwe kleur staat voor de meren en de lucht, terwijl de witte kleur besneeuwde bergen symboliseert.